# Стадницкий, Станислав (сигулдский староста)
Станислав «Дьявол» Стадницкий (ок. 1551, Новы-Жмигруд или Дубецко — 4 августа 1610, Тарнавец) — польский магнат и авантюрист, староста сигулдский. Кальвинист.

## Биография
Представитель польского шляхетского рода Стадницких герба «Шренява». Старший сын кальвиниста Станислава Матеуша Стадницкого (? — 1563) и Барбары Зборовской (дочери каштеляна краковского Мартина Зборовского). Братья — Марцин, Ян, Самуил, Анджей, Пётр и Николай Стадницкие.
Известен как знаменитый авантюрист и скандалист, его называли «Дьяволом из Ланьцута». Первоначально Станислав Стадницкий верно служил польской короне, участвовал в военных походах Стефана Батория на восставший Гданьск и в войне с Русским государством. Обиженный, что его заслуги не были оценены, он отправился в Венгрию, где в составe императорской армии Рудольфа II воевал против турок-османов.
После смерти Стефана Батория в 1586 году Станислав Стадницкий поддерживал кандидатуру австрийского эрцгерцога Максимилиана Габсбурга на польский престол и некоторое время находился в Силезии. В 1587 году на стороне австрийцев участвовал в осаде замка Ольштын под Ченстоховой и битве при Бычине. Являлся противником великого канцлера коронного Яна Замойского. В 1600 году был избран послом на сейм.
В 1606—1607 годах староста сигулдский Станислав «Дьявол» Стадницкий стал одним из главных руководителей антикоролевского рокоша (восстания) против власти Сигизмунда III Вазы. 5 июля 1607 года он был одним из командиром мятежников в неудачной битве с королевской армией под Гузовом в Мазовии. После поражения отступил со своими отрядами.
В 1586 году приобрёл у Анны Сененской город Ланьцут.
Вёл частную войну со старостой лежайским Лукашем Опалинским. В 1608 году Л. Опалинский захватил город Ланьцут вместе с замком, где находилась резиденция С. Стадницкого. В ответ Станислав Стадницкий захватил принадлежавший Опалинскому город Лежайск. 4 августа 1610 году в битве под Тарнавцем С. Стадницкий был наголову разгромлен. После битвы он сам погиб вместе с большинством своих солдат. Станислав Стадницкий пытался укрыться в лесу, но был окружён казаками. Его умертвил один татарин. После смерти на его теле было найдено 10 ран. Лукаш Опалинский сожалел, что не смог взять Стадницкого живым, но на следующем сейме его убийца был щедро награждён, он получил дворянство и фамилию Македонский.

## Семья
Был женат на Анне Земенцкой, от брака с которой имел трёх сыновей (Владислава, Зигмунда и Станислава) и дочь Фелицию. После гибели Станислава Стадницкого в 1610 году его сыновья Владислав и Станислав также были убиты. Остался в живых только средний сын, Зигмунд, который в 1625 году был казнён за многочисленные убийства и насилия.